# 2008年4月

## 4月30日
- 伊朗宣布停用美元進行石油交易。聯合報（页面存档备份，存于）

## 4月29日
- 中国安徽阜阳市发生肠道病毒EV71感染，当地累计报告感染患儿1884例，死亡人数达20人。新浪（页面存档备份，存于）
- 委內瑞拉星期二傍晚開始大停電，包括首都卡拉卡斯部份地區，全國有近半地區無電可用。中廣新聞網[]

## 4月28日
- 中国山东省淄博市境内的胶济铁路发生两列客运列车脱轨相撞事故，造成至少71人死亡，416人受伤。新华网1（页面存档备份，存于） 新华网2
- 印尼在全球糧食危機中，宣佈本年無需進口大米，是30年來的首次。新华网（页面存档备份，存于）
- 印度空间研究组织在安得拉邦斯里赫里戈达航天发射场用一枚PSLV-C9运载火箭将10颗人造卫星发射升空。新华网（页面存档备份，存于）

## 4月27日
- 奧地利阿姆施泰滕（Amstetten）發生73歲的退休電工喬瑟夫·費澤性侵女兒亂倫產下7個孩子，並囚禁女兒與其中3名亂倫生兒女於地下室長達24年。事件經被害人字條通知醫院，報警揭發。聯合新聞網（页面存档备份，存于）
- 在阿富汗首都喀布尔举行的抗击苏联入侵胜利16周年阅兵庆典遭到塔利班武装袭击，总统卡尔扎伊迅速撤离现场。 新华网（页面存档备份，存于）
- 日本首相福田康夫上台後首次國政選舉．日本眾議院山口二區補選結果，在野民主黨的候選人，前眾議員（中國地區比例）平岡秀夫擊敗執政自民黨的候選人前內閣審議官山本繁太郎。被視為對福田康夫的不信任投票。 產經新聞
- 欧洲伽利略全球卫星导航系统第二颗实验卫星GIOVE-B在哈萨克斯坦拜科努尔发射场搭乘俄罗斯联盟号运载火箭升空。新华网（页面存档备份，存于）新华网

## 4月26日
- 国际篮联中央局会议在北京结束，在会上作出了的有关篮球规则的重大修改，包括对三分球线外扩，三秒区变形，增加进攻有利区，修改24秒规则等。新华网（页面存档备份，存于）
- 摩洛哥卡萨布兰卡市一家生产床垫的工厂发生大火，至少造成55人死亡，24人严重受伤。新华网（页面存档备份，存于）

## 4月25日
- 美國海軍宣佈重建在1950年解散的第四艦隊，以應付拉丁美洲日益左傾的局勢。彭博（页面存档备份，存于）
- 尼泊尔制宪会议选举结果公布，主张废除君主制、建立共和政体的尼泊尔共产党（毛主义）成为制宪会议的第一大党。新华网 （页面存档备份，存于）

## 4月24日
- 中國外交部證實運往津巴布韋的中國軍火船安岳江號由于受到南部非洲各國的抵制不能靠岸，因而被迫回航中國。BBC中文網（页面存档备份，存于）

## 4月23日
- 2008年美國總統選舉：希拉里·克林頓在賓夕法尼亞州的民主黨初選中以9%的差距擊敗對手巴拉克·奧巴馬。CNN（页面存档备份，存于）
- 欧洲议会全体会议通过伽利略全球卫星导航系统的最终部署方案，为期6年的该卫星导航系统基础设施建设阶段正式启动。新华网 Archive.today的存檔，存档日期2013-04-28

## 4月22日
- 早前被韩国检察机关以逃税和背信等罪名指控的三星集团会长李健熙宣布辞职，并就集团经济丑闻对国民带来的困扰道歉。新华网
- 日本、美国和欧洲的科学家们在阿富汗修复被塔利班炸毁的巴米扬大佛及其附近的石窟群时，意外地在壁画中发现了创作于7世纪的油画，成为目前已发现的世界上最古老的油画。中国日报（页面存档备份，存于）

## 4月21日
- 聯合國秘書長潘基文警告，糧食價格飆漲的危機，如果繼續擴大，有可能助長貧窮，進而威脅全球經濟成長和安全。中廣新聞網[]
- 現年18歲的美國紐約市出生的艾莉雅·沙伯獲聘為首爾建國大學教授，打破300年來的紀錄，成為世界史上最年輕的教授。聯合新聞網（页面存档备份，存于）

## 4月20日
- 第61届汉诺威工业博览会在德国北部城市Messegelände Hannover（德语：Messegelände Hannover）开幕。新华网 Archive.today的存檔，存档日期2013-04-28
- 据初步计票结果显示，巴拉圭反对派总统候选人费尔南多·卢戈在当天举行的总统选举中获胜，将成为下一任巴拉圭总统，从而结束红党在巴拉圭长达60多年的连续执政。新华网（页面存档备份，存于）新华网（页面存档备份，存于）
- 中國云南文山壮族苗族自治州發生大規模警民衝突，造成至少1死5重傷。BBC中文網（页面存档备份，存于）

## 4月19日
- 联盟TMA-12号载人宇宙飞船返回地球，降落在哈萨克斯坦阿尔卡雷克市附近。新华网（页面存档备份，存于） BBC中文网（页面存档备份，存于）
- 美國東西岸主要城市的華人19日同時舉行示威，抗議美國有線電視新聞網（CNN）節目主持人的辱華言論。聯合報（页面存档备份，存于）

## 4月18日
- 日前刚刚就任的荷兰国防军司令的彼得·范乌姆之子、陆军中尉丹尼斯·范乌姆在阿富汗执行任务时遇炸弹袭击身亡。新华网（页面存档备份，存于）
- 塞浦路斯希腊族和土耳其族谈判代表聚集在首都尼科西亚的联合国缓冲区内，开始就塞岛统一问题进行预备性谈判。新华网
- 正在卢森堡举行的欧盟司法和内政部长会议决定，欧洲刑警组织将从2010年1月1日起成为欧盟正式机构，以加强欧盟成员国之间的执法合作。新华网（页面存档备份，存于）
- 美国前总统吉米·卡特在叙利亚首都大马士革会晤了哈马斯领袖梅沙尔（Khaled Meshaal），试图调停以巴加沙僵局。BBC中文网（页面存档备份，存于）
- 中国北京和武汉等地民众出现了不同程度的反法国示威。 BBC中文网（页面存档备份，存于）

## 4月17日
- 由于附近地区农场主焚烧牧草产生大量烟雾，能见度过低，阿根廷首都布宜诺斯艾利斯被迫关闭港口、机场及连接外地的多条高速公路。新华网 Archive.today的存檔，存档日期2013-04-28

## 4月16日
- 俄罗斯宣布加强与格鲁吉亚的阿布哈兹和南奥塞梯两个分离地区的关系。格鲁吉亚为此召开紧急安全会议，并指责俄方试图将两地并入俄。 新华网
- 美国总统布什提出美国气候战略新目标，计划在2025年前给不断增长的美国温室气体排放量“踩刹车”。新华网

## 4月15日
- 世界銀行與國際貨幣基金發出警告，全球糧價飛漲，逾億人將會更窮。他們呼籲「主權財富基金」支持「全球糧食政策新政」，以避免世界各地一觸即發的社會動亂。中國時報
- 在统一俄罗斯党第九次代表大会上，俄罗斯总统普京表示，他同意担任该党主席；而候任总统梅德韦杰夫则表示，他加入该党还为时尚早。新华网 Archive.today的存檔，存档日期2013-04-28新华网（页面存档备份，存于）
- 中國外交部发言人姜瑜就CNN主持人攻擊中國言論，表示震惊和强烈谴责，要求CNN和其節目主持卡弗蒂本人收回恶劣言论，並向全體中國人民道歉。新华网（页面存档备份，存于）
- 教皇本笃十六世飞往华盛顿，开始他自从担任罗马天主教皇以来对美国的首次访问。美国之音
- 世界最高的摩天轮新加坡飞行者正式投入商业运营，该摩天轮高165米，耗资2.4亿新加坡元。新华网（页面存档备份，存于）
- 非洲中西部的剛果民主共和國發生墜機事故，該國「埃瓦－博拉民航公司」一架搭載79名乘客，與10多位機組人員的DC-9型客機，從東部戈馬機場起飛時，突然衝出跑道圍欄，撞向附近熱鬧的市集並爆炸燃燒，稍早前當地剛下過傾盆大雨，市集商店民房聚集了許多避雨的民眾，造成21人喪生、40多人受傷，而死傷者多半是地面上的民眾。美聯社（页面存档备份，存于）

## 4月14日
- 中國環境保護部發佈第一批共四套的環保國家標準，涉及煤礦瓦斯、生活垃圾、工業農藥、汽車廢氣排放等。其中對煤礦高濃度瓦斯提出「禁止排放」的強制要求，在國際上首次提出控制溫室氣體排放的強制措施。中新社（页面存档备份，存于）
- 繼美國芝加哥沙勿略大學遭死亡威脅宣佈無限期停課後，多家伊利諾州和密西根州學校亦因接到類似恐嚇而停課。芝加哥論壇報
- 數以千計加拿大華人在首都渥太華的國會山莊集會，支持北京奧運和北京對西藏問題的立場。CTV（页面存档备份，存于）
- 意大利前總理貝盧斯科尼领导的中间偏右政党联盟在议会选举中赢得参议院和众议院的多数议席，他将第三次担任政府总理。美聯社（页面存档备份，存于）新华网（页面存档备份，存于）
- 來往孟加拉國首都達卡和印度加爾各答的鐵路客運服務在中斷43年後恢復通車。BBC（页面存档备份，存于）
- 美國達美航空公司與西北航空公司合併，合并后的新公司市值将达到177亿美元，成為全球最大的航空公司。紐約時報（页面存档备份，存于）新华网（页面存档备份，存于）

## 4月13日
- 肯尼亚总统齐贝吉领导的民族团结党与奥廷加领导的橙色民主运动组建的联合政府成立，奥廷加被任命为政府总理。新华网 Archive.today的存檔，存档日期2013-04-28英国广播公司（页面存档备份，存于）新华网 Archive.today的存檔，存档日期2013-04-28
- 澳大利亚总理陆克文宣布，昆士兰州州督昆廷·布赖斯为下任澳大利亚总督，她将成为澳大利亚首位女总督。新华网（页面存档备份，存于）
- 第27届香港电影金像奖颁奖礼在尖沙咀香港文化中心举行，陈可辛导演的《投名状》获得最佳影片奖、最佳导演奖、最佳男主角奖等8个奖项。新华网（页面存档备份，存于）

## 4月12日
- 海地參議院召開緊急會議，投票通过解除總理雅克·爱德华的职务，希望借此平息粮价飞涨而引发的暴动。聯合晚報（页面存档备份，存于）新华网联合早报网[]
- 伊朗南部城市设拉子的一座清真寺发生爆炸，至少造成12人死亡，160人受伤。英国广播公司（页面存档备份，存于）

## 4月11日
- 西班牙众议院对下届政府首相候选人进行第二轮投票，现任首相、执政的西班牙工人社会党领导人萨帕特罗获得连任。新华网（页面存档备份，存于）
- 柬埔寨首都金边发生最严重的一场火灾，至少200间简易民房在火灾中化为灰烬。新华网 Archive.today的存檔，存档日期2013-04-28
- 泰国选举委员会裁定，目前执政联盟中的泰国党和中庸主权党在去年12月的大选中存在舞弊行为，违反了泰国选举法，并将推动解散这两个党派。新华网 Archive.today的存檔，存档日期2013-04-28
- 国际货币基金组织（IMF）发表《地区经济展望：亚洲和太平洋》报告称，2008年对亚太地区经济而言是“挑战之年”，该地区正在受到金融市场动荡和通胀上升的双重威胁。新华网
- 原中共中央政治局委员、上海市委书记陈良宇被天津市第二中级人民法院以受贿罪、滥用职权罪判处有期徒刑十八年。新华网 （页面存档备份，存于）

## 4月10日
- 國際油價與物價競相攀升，加勒比海島國海地民眾抗議糧價高漲的行動失控後已轉為暴亂，民選總統普雷瓦尔政權首當其衝。中時電子報
- 人民幣兌美元開市價首次升穿7算，報6.992人民幣兌1美元。明報
- 韓國2008年國會選舉；執政大國家黨取得153個議席，統合民主黨獲得81個議席。路透中國（页面存档备份，存于）
- 121名緬甸非法入境者藏身一輛密封的海產冷凍貨車，準備潛往泰國布吉島做黑工，但因貨櫃出現通風問題，導致其中54人窒息死亡。新華網（页面存档备份，存于）
- 尼泊爾举行制宪会议选举投票，通过本次选举产生的制宪会议将决定尼泊尔未来的政体和君主制的存废。半島電視台（页面存档备份，存于）新华网 Archive.today的存檔，存档日期2013-04-28
- 聯合國秘書長潘基文宣佈，由於行程關係，將不會出席北京奧運開幕禮。中央通訊社

## 4月8日
- 美國德克薩斯州當局自基本教義派的耶穌基督後期聖徒教會一個牧場中救出了400名兒童和133婦女。ABC（页面存档备份，存于）
- 韩国首位宇航员李素妍乘坐俄罗斯联盟号宇宙飞船从哈萨克斯坦拜科努尔航天发射场升空，飞往国际空间站。新华网 Archive.today的存檔，存档日期2013-04-28
- 阿联酋迪拜艾马尔房地产公司宣布，迪拜塔的高度已达629米，超过高度为628.8米的美国北达科他州KVLY－TV电视发射塔，成为世界最高建筑。新华网（页面存档备份，存于）

## 4月7日
- 北韓官方再次抨擊韓國新總統李明博，指他的政策使朝鮮半島接近核子戰爭的危險。國際先驅論壇報（页面存档备份，存于）
- 中國與紐西蘭在北京簽署双边自由貿易協定。這是中國與工業化國家签署的首份自由貿易協定。新華網（页面存档备份，存于）
- 北京奥运火炬传递在法国巴黎因受到关注西藏和人权问题的示威者的抗议和干扰而被迫缩减原订活动。警察三度將聖火弄熄，由巴士運走，其後重新開始接力。另外無國界記者在埃菲爾鐵塔、巴黎聖母院、市政廳等地展示抗議標語。國際先驅論壇報（页面存档备份，存于）美聯社（页面存档备份，存于）BBC中文网（页面存档备份，存于）
- 英國已故戴安娜王妃死因聆訊結束，結論是不合法被殺。路透社（页面存档备份，存于）
- 本年度普立茲獎揭盅，《華盛頓郵報》奪得其中6個獎。華盛頓郵報（页面存档备份，存于）

## 4月6日
- 北京奧運聖火在英國首都倫敦傳送時多次遭到阻截，35人被捕。BBC（页面存档备份，存于） BBC中文网（页面存档备份，存于）
- 斯里兰卡首都科伦坡发生一起自杀式炸弹袭击，造成至少12人死亡，死者包括该国公路部长费尔南多普莱。BBC中文网（页面存档备份，存于）
- 埃及開羅、大邁哈萊等城市因物價上升爆發示威，至少150人被捕。法新社
- 现任总统、社会主义者民主党候选人武亚诺维奇宣布自己赢得当天举行的总统选举，将成功连任总统。新华网（页面存档备份，存于）

## 4月5日
- 由於北京奧運，中國政府對中英文維基百科網站局部解除封鎖。BBC中文網（页面存档备份，存于）中廣[]
- 联合国气候变化谈判在泰国曼谷闭幕，代表们就制定《京都议定书》续接协议的时间表达成了共识。德国之声中文网（页面存档备份，存于） 新华网（页面存档备份，存于）

## 4月4日
- KDE e.V和德國維基媒體協會开始公共办公，展开合作。KDE（页面存档备份，存于） Wikimedia Deutschland

## 4月3日
- 北京市中级人民法院以“煽动颠覆国家政权罪”，判处维权人士胡佳有期徒刑3年零6个月。BBC中文网（页面存档备份，存于）
- 基地組織第二號人物扎瓦希里表示，該組織領袖賓·拉登身體很好，而聯合國令以色列國合法化，奪去穆斯林的土地，是伊斯蘭的敵人。半島電視台（页面存档备份，存于）
- 北约首脑会议决定正式邀请克罗地亚和阿尔巴尼亚加入北约，但马其顿入约申请暂时搁置。此外，北约将暂不启动乌克兰和格鲁吉亚的入约谈判。新华网 Archive.today的存檔，存档日期2013-04-28新华网 Archive.today的存檔，存档日期2013-04-28
- 欧洲空间局首艘自动货运飞船与国际空间站上的星辰号服务舱实现自动对接，它为空间站送去约8吨货物。 新华网（页面存档备份，存于）
- 希腊裔和土耳其裔的塞浦路斯人拆除了首都尼科西亚利德拉步行街上自1963年分裂以来设立的路障，为重启双方的统一谈判创造氛围。新华网（页面存档备份，存于）美国之音中文网
- 津巴布韦选举委员会公布众议院选举结果，茨万吉拉伊领导的反对党争取民主变革运动获胜，将成为众议院第一大党。新华网（页面存档备份，存于）

## 4月2日
- 北约首脑会议在罗马尼亚首都布加勒斯特开幕。与会成员国领导人将重点讨论北约扩大和阿富汗问题。新华网（页面存档备份，存于）
- 爱尔兰总理伯蒂·埃亨宣布将在5月6日辞职，他承认近期外界对他个人财产上的批评使政府工作遭到了严重影响。 新华网（页面存档备份，存于）
- 中国证实新疆和田等地在3月份曾发生反政府示威。BBC中文网（页面存档备份，存于）
- 阿根廷農民結束了持續三周、抗議政府開徵大豆出口稅的罷工。衛報

## 4月1日
- 中国版3G——TD-SCDMA在中国8个城市放号测试。人民日报（页面存档备份，存于）
- 日本两大百货公司三越百货和伊势丹百货正式合并，合并后的公司以年销售额计将是日本第一大百货公司。新华网（页面存档备份，存于）
- 義大利米蘭奪得2015年世界博覽會主辦權。路透社（页面存档备份，存于）